# Бельгия на зимних Олимпийских играх 2010
Бельгия принимала участие в зимних Олимпийских играх 2010 года, которые проходили в Ванкувере (Канада) с 12 по 28 февраля, где её представляли 8 спортсменов в четырёх видах спорта. На церемонии открытия флаг Бельгии нёс фигурист Кевин ван дер Перрен, а на церемонии закрытия — шорт-трекист Питер Гисел.
На зимних Олимпийских играх 2010 Бельгия не сумела завоевать ни одной олимпийской медали. В последний раз бельгийцы выигрывали олимпийскую медаль на зимних Олимпиадах в 1998 году.

## Церемонии открытия и закрытия

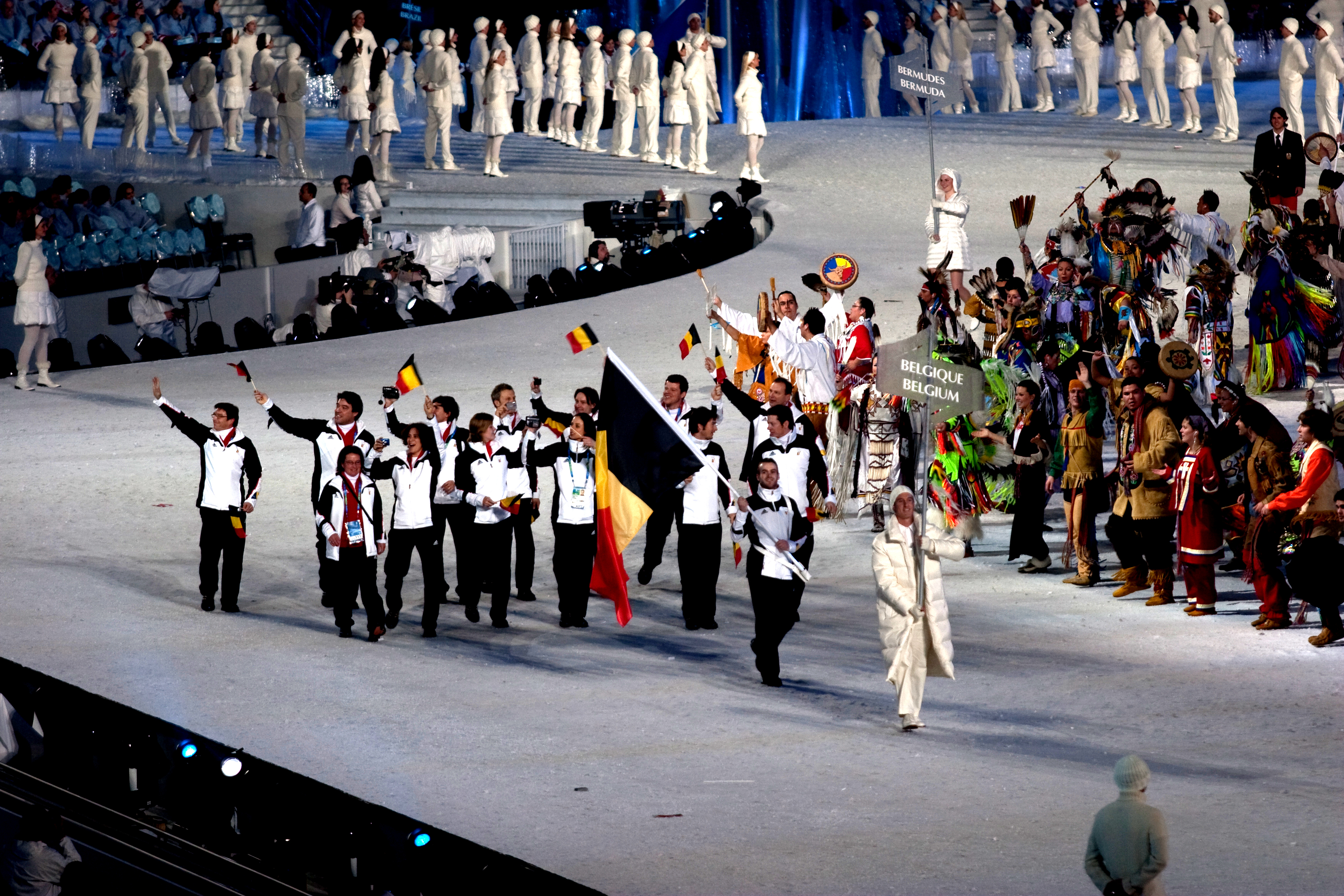
Делегация Бельгии на церемонии открытия Игр

Как обычно, Греция, родина Олимпийских игр, открывала парад наций, в то время как Канада, принимающая страна, замыкала его. Другие страны появлялись в алфавитном порядке. Бельгия являлась одиннадцатой из 82 делегаций, которая появилась в «Би-Си Плэйс» в Ванкувере во время парада наций на церемонии открытия, после Беларуси и перед Бермудскими Островами. Эта церемония была посвящена грузинскому спортсмену-саночнику Нодару Кумариташвили, погибшему во время тренировочного заезда за несколько часов до официальной церемонии открытия Игр. Знаменосцем Бельгии являлся фигурист Кевин ван дер Перрен.
Церемония закрытия также проходила в «Би-Си Плэйс». Знаменосцы всех делегаций образовывали круг вокруг чаши с олимпийским огнём, чтобы потушить огонь Олимпиады в Ванкувере. Бельгийский флаг нёс Питер Гисел, выступающий в шорт-треке.

## Состав и результаты

### Бобслей
Женщины
| Соревнование | Спортсмены                     | 1 заезд   | 1 заезд | 2 заезд   | 2 заезд | 3 заезд   | 3 заезд | 4 заезд   | 4 заезд | Итоговый результат | Итоговое место |
| Соревнование | Спортсмены                     | Результат | Место   | Результат | Место   | Результат | Место   | Результат | Место   | Итоговый результат | Итоговое место |
| ------------ | ------------------------------ | --------- | ------- | --------- | ------- | --------- | ------- | --------- | ------- | ------------------ | -------------- |
| Двойки       | Эльфье Виллемсен Эва Виллемарк | 54,27     | 15      | 54,40     | 15      | 54,64     | 16      | 54,17     | 14      | 3:37,48            | 14             |

### Горнолыжный спорт
Мужчины
| Соревнование | Спортсмены           | Скоростной спуск/ 1 спуск | Скоростной спуск/ 1 спуск | Слалом/ 2 спуск | Слалом/ 2 спуск | Всего   | Место |
| Соревнование | Спортсмены           | Время                     | Место                     | Время           | Место           | Всего   | Место |
| ------------ | -------------------- | ------------------------- | ------------------------- | --------------- | --------------- | ------- | ----- |
| Слалом       | Йерун ван ден Богарт | 53,99                     | 42                        | 54,57           | 29              | 1:48,56 | 34    |
| Слалом       | Барт Моллин          | DNF                       | DNF                       | DNF             | DNF             | DNF     | DNF   |

Женщины
| Соревнование | Спортсмены   | Скоростной спуск/ 1 спуск | Скоростной спуск/ 1 спуск | Слалом/ 2 спуск | Слалом/ 2 спуск | Всего   | Место |
| Соревнование | Спортсмены   | Время                     | Место                     | Время           | Место           | Всего   | Место |
| ------------ | ------------ | ------------------------- | ------------------------- | --------------- | --------------- | ------- | ----- |
| Слалом       | Карен Персин | 54,09                     | 33                        | 53,87           | 23              | 1:47,96 | 27    |

### Фигурное катание
| Соревнование              | Спортсмены           | Короткая программа/ оригинальный танец | Короткая программа/ оригинальный танец | Произвольная программа/ произвольный танец | Произвольная программа/ произвольный танец | Всего        | Всего |
| Соревнование              | Спортсмены           | Сумма баллов                           | Место                                  | Сумма баллов                               | Место                                      | Сумма баллов | Место |
| ------------------------- | -------------------- | -------------------------------------- | -------------------------------------- | ------------------------------------------ | ------------------------------------------ | ------------ | ----- |
| Мужское одиночное катание | Кевин ван дер Перрен | 72,90                                  | 12                                     | 116,94                                     | 18                                         | 189,84       | 17    |
| Женское одиночное катание | Изабель Пиман        | 46,10                                  | 25                                     | Завершила выступление                      | Завершила выступление                      | 46,10        | 25    |

### Шорт-трек
Мужчины
| Соревнование | Спортсмены  | Отборочный раунд | Отборочный раунд | Отборочный раунд | Четвертьфинал        | Четвертьфинал        | Четвертьфинал        | Полуфинал            | Полуфинал            | Полуфинал            | Финал                | Финал                | Финал                | Итоговое место |
| Соревнование | Спортсмены  | Забег            | Результат        | Место            | Забег                | Результат            | Место                | Забег                | Результат            | Место                | Название             | Результат            | Место                | Итоговое место |
| ------------ | ----------- | ---------------- | ---------------- | ---------------- | -------------------- | -------------------- | -------------------- | -------------------- | -------------------- | -------------------- | -------------------- | -------------------- | -------------------- | -------------- |
| 500 метров   | Питер Гисел | 3                | 42,443           | 2                | 4                    | 41,980               | 4                    | Завершил выступление | Завершил выступление | Завершил выступление | Завершил выступление | Завершил выступление | Завершил выступление | 15             |
| 1000 метров  | Питер Гисел | 7                | 1:25,613         | 3                | Завершил выступление | Завершил выступление | Завершил выступление | Завершил выступление | Завершил выступление | Завершил выступление | Завершил выступление | Завершил выступление | Завершил выступление | 19             |
| 1500 метров  | Питер Гисел | 5                | 2:18,560         | 2                | Не проводится        | Не проводится        | Не проводится        | 2                    | 2:16,249             | 4                    | B                    | 2:18,773             | 3                    | 9              |